# L'imprevisto (film 1934)
L'imprevisto (Hi, Nellie! ) è un film del 1934, diretto da Mervyn LeRoy.

## Trama
Brad, direttore editoriale di un quotidiano, rifiuta di pubblicare in prima pagina la storia della scomparsa dell'avvocato Frank J. Canfield, sospettato di essere fuggito con una grossa somma, perché non ci sono prove della sua supposta disonestà. Quando però tutti gli altri giornali escono con lo scoop, Graham, il proprietario del giornale, rimprovera Brad e, non potendo licenziarlo, gli toglie il suo incarico, affidandogli la rubrica dei cuori solitari. La notizia rende felice Krale Gerry, una brava reporter confinata in precedenza anche lei alla rubrica per punizione. Furibondo, Brad però non può far altro che indagare di nascosto su Canfield aiutato da Shammy, un suo collega. Provocato da Gerry, Brad si mette d'impegno nella conduzione della rubrica, diventando alla fine estremamente popolare.
Al giornale, un giorno arriva Rosa Marinello che chiede di parlare con Nellie Nelson, ovvero con il responsabile della rubrica. Vuole che l'aiuti a convincere suo padre ad acconsentire al suo matrimonio con un giovane che il padre non approva. Venendo a sapere che Canfield è stato visto nello stesso edificio dove vive Rosa, Brad decide di andare a investigare. Lui e Shammy scoprono che Canfield è morto, ucciso da un suo rivale, e che il corpo è stato sepolto dal gangster Marinello e da Beau Brownell. Dopo aver convinto Brownell a spostare il cadavere, Brad riesce ad ottenere una foto con la quale si precipita al giornale. Il nome di Canfield viene riabilitato, Brownell viene processato e Brad riottiene - dopo il suo scoop - il posto di direttore.

## Produzione
Il film fu prodotto dalla Warner Bros. (come The Vitaphone Corporation), prendendo spunto per la sceneggiatura da una storia di Roy Chanslor.

### Altre versioni
La Warner usò la storia di Roy Chanslor in altri tre film: nel 1937, per Love Is on the Air, nel 1942, per You Can't Escape Forever e, nel 1949, per The House Across the Street.

## Distribuzione
Il copyright del film, richiesto dalla Warner Bros. Pictures, Inc., fu registrato il 24 gennaio 1934 con il numero LP4431. Venne distribuito negli Stati Uniti il 20 gennaio 1934. A Londra, fu presentato nel febbraio di quell'anno, uscendo poi nelle sale britanniche il 13 agosto.